# Provinz Iwashiro

Provinz Iwashiro (rot)

Iwashiro (jap. 岩代国, Iwashiro no kuni) war eine Provinz Japans während der frühen Meiji-Zeit.
Sie erstreckte sich über den westlichen Teil der heutigen Präfektur Fukushima. Zusammen mit der östlich angrenzenden Provinz Iwaki bildete sie den zentralen Teil der Präfektur Fukushima. Genauer, gehörten die heutigen Landkreise Date und Adachi im Norden zu Iwashiro, Higashishirakawa und Nishishirakawa im Süden zu Iwaki (mit Ausnahme des Westteils des Dorfes Taishin (heute: Shirakawa) der zu Iwashiro gehörte) mit dem Abukuma in der Mitte als Grenzfluss.
Bei der Volkszählung 1872 (Jinshin Koseki) wurden für Iwashiro 427.933 Einwohner gezählt.

## Geschichte
718 wurde von der Provinz Michinoku (Mutsu) die Provinzen Iwase und Iwaki abgetrennt, die aber bereits ein paar Jahre später wieder eingegliedert wurden. Das Gebiet der Provinz Iwase war ungefähr das Gleiche wie das der späteren Nachfolgeprovinz Iwashiro, außer dass es das Becken des Abukuma mit einschloss.
Am 19. Januar 1869 (Meiji 1/12/7) wurden von der Provinz Mutsu die Provinzen Iwashiro, Iwaki, Rikuchū (dt. „Mittel-Mutsu“) und Rikuzen (dt. „Vorder-Mutsu“) abgetrennt.
Der Name Iwashiro leitet sich von der Vorgängerprovinz Iwase (石背国) ab, bei der man davon ausging, dass das Kanji 背 nicht wie üblich se, sondern wie im 7. Jahrhundert bei der Provinz Yamashiro (山背国) shiro ausgesprochen wurde.

## Lehen
In Iwashiro befanden sich folgende Lehen (han):
- Fukushima (福島藩; 1679–1869)
- Nihonmatsu (二本松藩; 1627–1871)

Folgende befanden sich auf dem Gebiet von Iwashiro vor dessen Einrichtung:
- Yanagawa (梁川藩; 1683–1821)
- Koori (桑折藩; 1700–1747)
- Shimotedo (下手渡藩; 1806–1868)
- Shimomura (下村藩; 1787–1823)
- Aizu (会津藩; 1590–1868)
- Ōkubo (大久保藩)/Iwase (岩瀬藩) (1682–1693)
- Ishikawa (石川藩; 1662–1681)

## Landkreise
In Iwashiro befanden sich folgende Landkreise (gun):
- Aizu-gun (会津郡)
- Adachi-gun (安達郡)
- Asaka-gun (安積郡)
- Iwase-gun (岩瀬郡)
- Ōnuma-gun (大沼郡)
- Kawanuma-gun (河沼郡)
- Shinobu-gun (信夫郡)
- Date-gun (伊達郡)
- Yama-gun (耶麻郡)